# 連邦会議 (ドイツ)

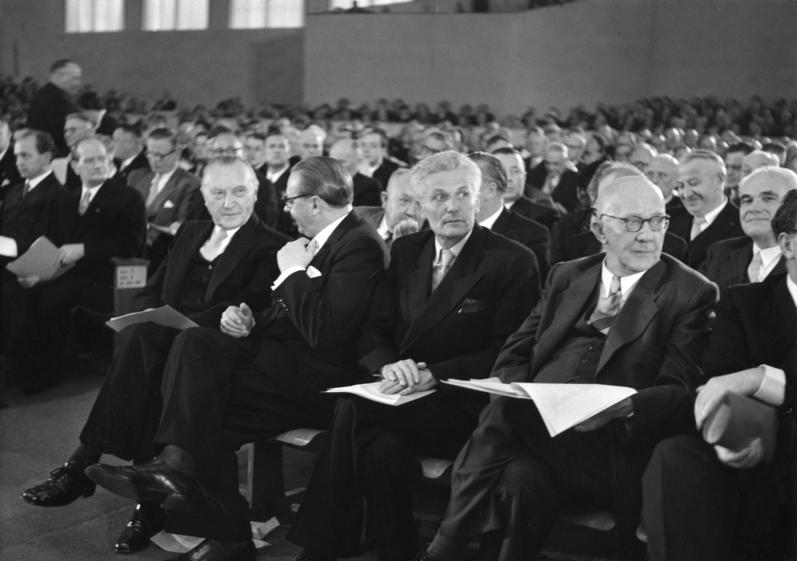
1954年に開かれた連邦会議の様子

連邦会議（れんぽうかいぎ、独: Bundesversammlung、英: Federal Convention）は、ドイツ連邦共和国の連邦大統領を選出することのみを目的とする非常設の連邦機関の名称。

## 名称
ドイツ語のBundesversammlungは、Bund(連邦)、Versammlung(集会、会議)の二つの単語を結び付けた複合名詞である。Bundesversammlungにおいては連邦大統領を誰にするのかを討議することなく、選出することのみを目的とするので、連邦会議という訳語よりも連邦集会が適切との意見がある。なお、同じドイツ語圏であるオーストリアやスイスでもBundesversammlungと同じ名称の機関が存在するが、ドイツの連邦会議とは異なる役割を担っている。それぞれの国の連邦会議の詳細については、連邦会議 (オーストリア)および連邦議会 (スイス)を参照。

## 役割と構成
ドイツ連邦共和国基本法第54条の連邦会議によって連邦大統領を選出すると規定されており、ドイツ連邦議会議員および議員の数と同数の16の州議会から比例代表で選出された代表で構成される。
| 連邦会議（Bundesversammlung） 合計：1244人（2010年6月30日の大統領選挙時）   |                                                    |
| 50 % ドイツ連邦議会議員 622人 (法定定数：598 ＋ 小選挙区比例代表併用制：24) | 50 % 各州議会代表 622人 (ドイツ連邦議会議員と同数) |

## 連邦大統領の選出方法
連邦大統領選候補者の被選挙権は、連邦議会の選挙権を有し、かつ40歳以上のすべてのドイツ連邦共和国国民にある。連邦大統領として選出されるためには、第1次投票および第2次投票では連邦会議の過半数の得票が必要とされるが、どの候補者も過半数の得票を得られない場合には、第3次投票において最多得票を得た候補者が連邦大統領となる。過去の選挙において、第3次投票にて選出された連邦大統領は、1969年のハイネマン、1994年のヘルツォーク、2010年のヴルフの3人である。このうち、第3次投票においても得票数が過半数に達しなかったのがハイネマンであり、CDUの対立候補と僅か6票差の薄氷の勝利であった。なお、大統領は1回のみ連続再選が可能である。詳細については、連邦大統領 (ドイツ)を参照。

## 過去の連邦会議における大統領選挙の投票結果
| 回 | 投票日         | 当選者                                   | 当選者 | 次        | 得票 | 得票  | 主な対立候補                         | 主な対立候補 | 主な対立候補 |
| 回 | 投票日         | 氏名                                     | 政党   | 次        | 数   | 率(%) | 氏名                                 | 政党         | 得票数       |
| -- | -------------- | ---------------------------------------- | ------ | --------- | ---- | ----- | ------------------------------------ | ------------ | ------------ |
| 1  | 1949年 9月12日 | テオドール・ホイス                       | FDP    | 第1次投票 | 377  | 46.9  | クルト・シューマッハー               | SPD          | 311          |
| 1  | 1949年 9月12日 | テオドール・ホイス                       | FDP    | 第2次投票 | 416  | 51.7  | クルト・シューマッハー               | SPD          | 312          |
| 2  | 1954年 7月17日 | テオドール・ホイス                       | FDP    | 第1次投票 | 871  | 85.6  | アルフレート・ヴェーバー             | 無所属       | 12           |
| 3  | 1959年 7月1日  | ハインリヒ・リュプケ                     | CDU    | 第1次投票 | 517  | 49.8  | カルロ・シュミット                   | SPD          | 385          |
| 3  | 1959年 7月1日  | ハインリヒ・リュプケ                     | CDU    | 第2次投票 | 526  | 50.7  | カルロ・シュミット                   | SPD          | 386          |
| 4  | 1964年 7月1日  | ハインリヒ・リュプケ                     | CDU    | 第1次投票 | 710  | 68.1  | エーヴァルト・ビュッヒャー           | FDP          | 123          |
| 5  | 1969年 3月5日  | グスタフ・ハイネマン                     | SPD    | 第1次投票 | 514  | 49.6  | ゲアハルト・シュレーダー             | CDU          | 501          |
| 5  | 1969年 3月5日  | グスタフ・ハイネマン                     | SPD    | 第2次投票 | 511  | 49.3  | ゲアハルト・シュレーダー             | CDU          | 507          |
| 5  | 1969年 3月5日  | グスタフ・ハイネマン                     | SPD    | 第3次投票 | 512  | 49.4  | ゲアハルト・シュレーダー             | CDU          | 506          |
| 6  | 1974年 3月15日 | ヴァルター・シェール                     | FDP    | 第1次投票 | 530  | 51.2  | リヒャルト・フォン・ヴァイツゼッカー | CDU          | 498          |
| 7  | 1979年 5月23日 | カール・カルステンス                     | CDU    | 第1次投票 | 528  | 51.0  | アンネマリー・レンガー               | SPD          | 431          |
| 8  | 1984年 5月23日 | リヒャルト・フォン・ヴァイツゼッカー     | CDU    | 第1次投票 | 832  | 80.0  | ルイーゼ・リンザー                   | Grüne        | 68           |
| 9  | 1989年 5月23日 | リヒャルト・フォン・ヴァイツゼッカー     | CDU    | 第1次投票 | 881  | 84.9  | なし                                 |              |              |
| 10 | 1994年 5月23日 | ローマン・ヘルツォーク                   | CDU    | 第1次投票 | 604  | 45.6  | ヨハネス・ラウ                       | SPD          | 505          |
| 10 | 1994年 5月23日 | ローマン・ヘルツォーク                   | CDU    | 第2次投票 | 622  | 47.0  | ヨハネス・ラウ                       | SPD          | 559          |
| 10 | 1994年 5月23日 | ローマン・ヘルツォーク                   | CDU    | 第3次投票 | 696  | 52.6  | ヨハネス・ラウ                       | SPD          | 605          |
| 11 | 1999年 5月23日 | ヨハネス・ラウ                           | SPD    | 第1次投票 | 657  | 49.1  | ダグマール・シパンスキー             | CDU          | 588          |
| 11 | 1999年 5月23日 | ヨハネス・ラウ                           | SPD    | 第2次投票 | 690  | 51.6  | ダグマール・シパンスキー             | CDU          | 572          |
| 12 | 2004年 5月23日 | ホルスト・ケーラー                       | CDU    | 第1次投票 | 604  | 50.1  | ゲジーネ・シュヴァン                 | SPD          | 589          |
| 13 | 2009年 5月23日 | ホルスト・ケーラー                       | CDU    | 第1次投票 | 613  | 50.1  | ゲジーネ・シュヴァン                 | SPD          | 503          |
| 14 | 2010年 6月30日 | クリスティアン・ヴルフ                   | CDU    | 第1次投票 | 600  | 48.2  | ヨアヒム・ガウク                     | 無所属       | 499          |
| 14 | 2010年 6月30日 | クリスティアン・ヴルフ                   | CDU    | 第2次投票 | 615  | 49.4  | ヨアヒム・ガウク                     | 無所属       | 490          |
| 14 | 2010年 6月30日 | クリスティアン・ヴルフ                   | CDU    | 第3次投票 | 625  | 50.2  | ヨアヒム・ガウク                     | 無所属       | 494          |
| 15 | 2012年 3月18日 | ヨアヒム・ガウク                         | 無所属 | 第1次投票 | 991  | 80.4  | ベアテ・クラルスフェルト             | Die Linke    | 126          |
| 16 | 2017年 2月12日 | フランク＝ヴァルター・シュタインマイアー | SPD    | 第1次投票 | 931  | 73.89 | クリストフ・ブッターウェッゲ         | Die Linke    | 128          |

FDP＝自由民主党 SPD＝ドイツ社会民主党 CDU＝ドイツキリスト教民主同盟 Grüne＝緑の党 KPD＝ドイツ共産党 Die Linke＝
左翼党